# Icaño (Catamarca)
Icaño es una localidad y municipio del departamento La Paz, provincia de Catamarca (Argentina).
Se encuentra al pie de la falda oriental de la sierra de Ancasti. Se accede a través de la ruta provincial 2.

## Geografía

### Población
Cuenta con 2104 habitantes (Indec, 2010), lo que representa un incremento del 13 % frente a los 1,857 habitantes (Indec, 2001) del censo anterior.
| Gráfica de evolución demográfica de Icaño entre 1991 y 2010 |
|                                                             |
| Fuente: Censos nacionales del INDEC                         |

### Sismicidad
La sismicidad de la región de Catamarca es frecuente y de intensidad baja, y un silencio sísmico de terremotos medios a graves cada 30 años en áreas aleatorias. Sus últimas expresiones se produjeron:
- 21 de marzo de 1892 (133 años), a las 1.45 UTC-3 con 6,0 Richter; como en toda localidad sísmica, aún con un silencio sísmico corto, se olvida la historia de otros movimientos sísmicos regionales (terremoto de Recreo de 1892)
- 21 de octubre de 1966 (58 años), a las 12.39 UTC-3 con 5,0 Richter
- 3 de noviembre de 1973 (51 años), a las 14.17 UTC-3 con 5,8 Richter: además de la gravedad física del fenómeno se unió el olvido de la población a estos eventos recurrentes
- 7 de septiembre de 2004 (20 años), a las 8.53 UTC-3, con una magnitud aproximadamente de 6,5 en la escala de Richter (terremoto de Catamarca de 2004)[1]

## Toponimia
De la lengua quechua, hay dos hipótesis lingüísticas
- ICHUKAÑAI “pasto quemado”
- IKAÑA “tuna roja”.

## Historia
Los pueblos originarios de la zona eran los juríes, tonocotés, lules, quechuas.
En el NOA las naciones originarias fueron violentamente afectadas con la depredación de sus símbolos culturales, y de sus culturas en general.
La historia occidental comienza con la llegada del conquistador realista.
Esta área, de las "Sierras de Santiago", desde 1590, comienza a crecer con la concesión de mercedes y de encomiendas de originarios. De la "Merced de Colaluil", de 1616, se asienta Icaño, en la "Villa Vieja de Icaño".

## Delegaciones
- San Antonio de La Paz
- Quirós
- Las Palmitas

## Turismo

### Fiesta Nacional de La Tuna
Una Fiesta impulsada por el gobierno de la Dra. Olga Azucena del Valle Santillán, siendo su secretaria de Cultura la Prof. Valle Oyola, se realiza anualmente y los últimos dos años (2010-2011) con motivo de participar en estos festejos más de 10 000 turistas visitaron la localidad. En esta Fiesta Nacional se elige a la Reina Nacional de La Tuna que representa a Icaño en los Festivales que se realizan en ciudades aledañas.

## Productores detuna

### Planta procesadora de frutos de tunas
Es un proyecto que contempla el tratamiento forrajero de las pencas y la industrialización de la tuna no fruto.
Hay un "Lote Demostrativo" de 16 ha de variedades de tuna; con producción de miel y polen de flor de la tuna
Potencialidad: 500 t de fruta fresca comercial; con razones favorables de mercado por la contraestación respecto al mercado internacional.

## Cultos
Parroquias Católicas
| Diócesis  | Catamarca                |
| --------- | ------------------------ |
| Parroquia | Nuestra Señora del Valle |

Además, hay presencia de congregaciones protestantes, principalmente pentecostales.